# Эснаола, Хосе Рамон
Хосе́ Рамо́н Эснаола Лабуру (исп. José Ramón Esnaola Laburu; 30 июня 1946, Андоайн, Испания) — испанский футболист, вратарь и футбольный тренер. Является вторым игроком по количеству сыгранных матчей в истории испанского клуба «Реал Бетис».

## Клубная карьера
Эснаола родился в городе Андоайн, провинции Гипускоа. 16 из 20 сезонов на профессиональном уровне Хосе играл в высшем дивизионе Испании. После более сотни игр в составе «Реал Сосьедада», в 1973 году он перешёл в «Реал Бетис» за сумму в 12 млн песета.  Изначально Эснаола был дублёром Адольфо Арриаги, но спустя некоторое время стал основным вратарём из-за того, что после игры против «Лангрео» у Адольфо начались серьёзные проблемы с поджелудочной железой.

## Достижения
«Реал Бетис»
- Обладатель Кубка Испании: 1976/77